# Danny Gottlieb
Danny Gottlieb, pseudonimo di Daniel Richard Gottlieb (New York City, 18 aprile 1953), è un batterista statunitense, è celebre per essere stato membro del Pat Metheny Group e degli Elements con Mark Egan.
Gottlieb è nato a New York City il 18 aprile 1953.
È considerato dal magazine on line Drummerworld come uno dei batteristi più apprezzati nel jazz e nella musica contemporanea..
Danny è attualmente professore associato di studi sul jazz presso l'Università della Florida del Nord a Jacksonville, Florida, insegna lezioni di batteria applicata e un'evoluzione dell'apprendimento a distanza del corso di jazz. 
È stato allievo di Mel Lewis e Joe Morello (sua la batteria sul celebre Take Five di Dave Brubeck), con cui ha avuto un rapporto durante tutto il suo percorso di formazione, pubblicando insieme al proprio maestro una serie di DVD.. Inoltre Danny ha anche studiato con Gary Chester, Ed Soph, Bob Moses e Jack DeJohnette. Si è laureato all'Università di Miami nel 1975. 
È diventato membro del marimbista Gary Burton Quartet nel 1976 con Pat Metheny.. È stato uno dei membri fondatori del Pat Metheny Group dal 1977 al 1983 insieme al bassista Mark Egan.
Ha effettuato diversi tour e collaborato con artisti come Flora Purim, Airto Moreira, Michael Franks, Randy Brecker e il sassofonista Stan Getz.  È stato, per un breve periodo nel 1984, un membro della Mahavishnu Orchestra guidata dal chitarrista John McLaughlin. È stato un membro dell'orchestra di Gil Evans dal 1986 fino alla morte di Evans due anni dopo.
Dal 1991 Gottlieb ha fatto una serie di visite in Germania per esibirsi con la WDR Big Band in collaborazione con Bob Brookmeyer, George Gruntz e Dino Saluzzi. A metà degli anni '90 ha fatto parte di spettacoli meno orientati al jazz e più verso la fusion con Booker T. & the MG's e The Manhattan Transfer.

## Discografia solista
- 2001 Trio Loco, con Jeff Richman e Jimmy Haslip
- 2005 The New Age of Christmas, con Pete Levin
- 2008 Jazz Classics, con Nairobi Trio
- 2015 Liberal Arts, con Elements e Mark Egan
- 2015 Jazz Standards, con Nairobi Trio
- 2020 Electrib Blue, con Mark Egan